# Diocesi di San Bernardino
La diocesi di San Bernardino (in latino Dioecesis Bernardinopolitana) è una sede della Chiesa cattolica negli Stati Uniti d'America suffraganea dell'arcidiocesi di Los Angeles. Nel 2022 contava 1.843.000 battezzati su 4.726.810 abitanti. È retta dal vescovo Alberto Rojas.

## Territorio
La diocesi comprende le contee di San Bernardino e Riverside nella California meridionale.
Sede vescovile è la città di San Bernardino, dove si trova la cattedrale di Nostra Signora del Rosario (Our Lady of The Rosary Cathedral).
Il territorio è suddiviso in 92 parrocchie.

## Storia
La diocesi è stata eretta il 14 luglio 1978 con la bolla Apostolici officii di papa Paolo VI, ricavandone il territorio dalla diocesi di San Diego.
Il 10 marzo 1981, con la lettera apostolica Bernardinopolitanae dioecesis, papa Giovanni Paolo II ha confermato San Bernardino da Siena patrono principale della diocesi, e la Beata Maria Vergine, venerata con il titolo di Nostra Signora di Guadalupe, patrona secondaria.

## Cronotassi dei vescovi
Si omettono i periodi di sede vacante non superiori ai 2 anni o non storicamente accertati.
- Philip Francis Straling (14 luglio 1978 - 21 marzo 1995 nominato vescovo di Reno)
- Gerald Richard Barnes (28 dicembre 1995 - 28 dicembre 2020 ritirato)
- Alberto Rojas, succeduto il 28 dicembre 2020

## Statistiche
La diocesi nel 2022 su una popolazione di 4.726.810 persone contava 1.843.000 battezzati, corrispondenti al 39,0% del totale.
| anno | popolazione | popolazione | popolazione | presbiteri | presbiteri | presbiteri | presbiteri                | diaconi | religiosi | religiosi | parrocchie |
| anno | battezzati  | totale      | %           | numero     | secolari   | regolari   | battezzati per presbitero | diaconi | uomini    | donne     | parrocchie |
| ---- | ----------- | ----------- | ----------- | ---------- | ---------- | ---------- | ------------------------- | ------- | --------- | --------- | ---------- |
| 1980 | 235.665     | 1.358.844   | 17,3        | 176        | 120        | 56         | 1.339                     | 18      | 68        | 222       | 88         |
| 1990 | 412.790     | 2.212.405   | 18,7        | 237        | 152        | 85         | 1.741                     | 67      | 105       | 200       | 95         |
| 1999 | 821.443     | 3.042.385   | 27,0        | 236        | 142        | 94         | 3.480                     | 79      | 21        | 155       | 97         |
| 2000 | 881.631     | 3.116.676   | 28,3        | 245        | 126        | 119        | 3.598                     | 85      | 137       | 147       | 97         |
| 2001 | 899.416     | 3.212.000   | 28,0        | 249        | 138        | 111        | 3.612                     | 89      | 130       | 149       | 97         |
| 2002 | 943.898     | 3.254.821   | 29,0        | 236        | 125        | 111        | 3.999                     | 92      | 123       | 150       | 97         |
| 2003 | 1.000.000   | 3.402.155   | 29,4        | 241        | 144        | 97         | 4.149                     | 92      | 114       | 152       | 91         |
| 2004 | 1.017.196   | 3.556.631   | 28,6        | 244        | 144        | 100        | 4.168                     | 91      | 118       | 162       | 97         |
| 2014 | 1.622.829   | 4.901.000   | 33,1        | 266        | 152        | 114        | 6.100                     | 111     | 135       | 133       | 91         |
| 2017 | 1.703.846   | 4.489.159   | 38,0        | 272        | 151        | 121        | 6.264                     | 121     | 135       | 106       | 92         |
| 2020 | 1.797.173   | 4.622.361   | 38,9        | 280        | 153        | 127        | 6.418                     | 140     | 138       | 85        | 92         |
| 2022 | 1.843.000   | 4.726.810   | 39,0        | 270        | 151        | 119        | 6.825                     | 147     | 121       | 76        | 92         |